# 盧戈維基 (波利西基區)
51°13′14″N 29°28′2″E / 51.22056°N 29.46722°E

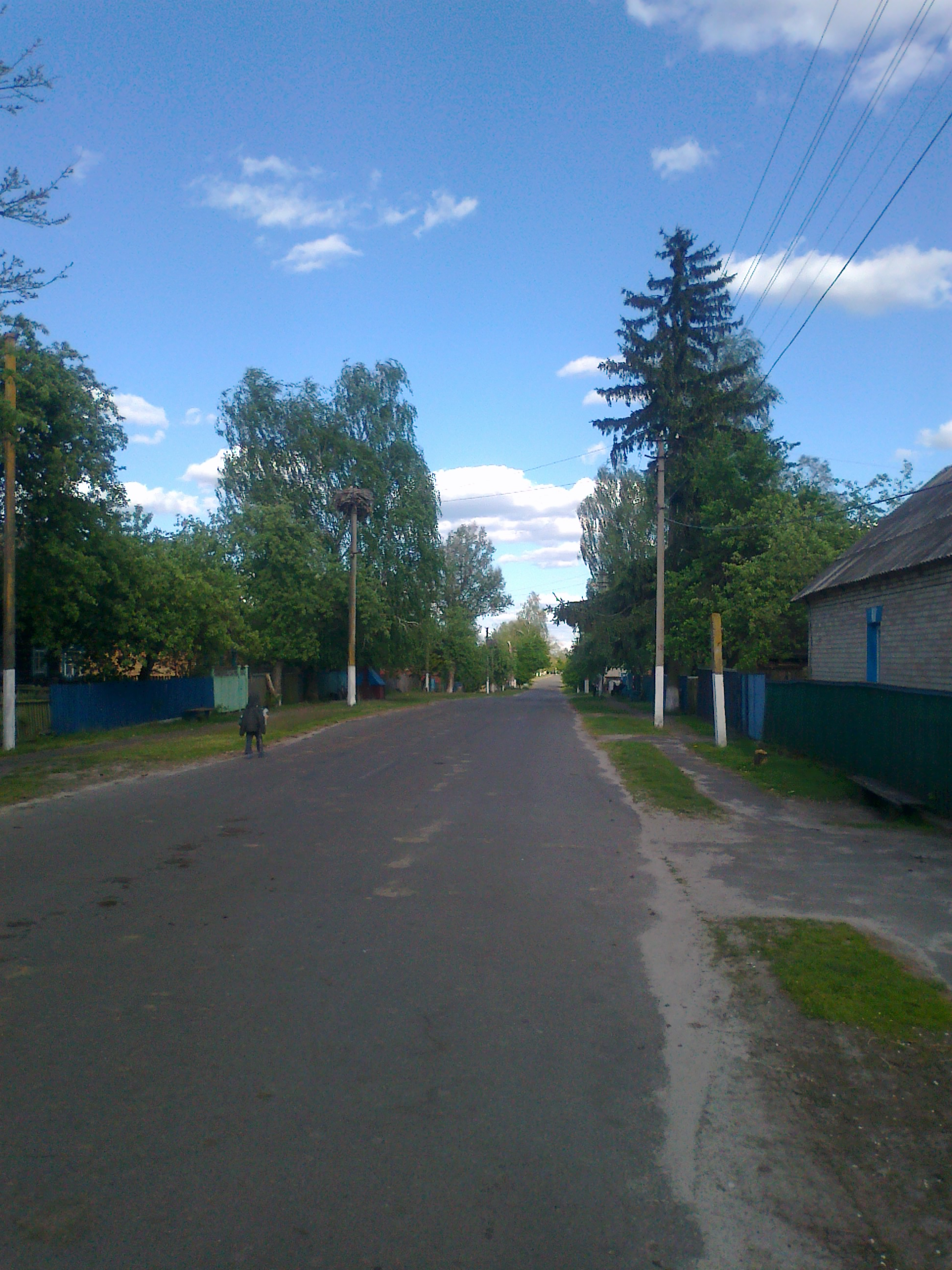

盧霍維基（烏克蘭語：Луговики）是位於烏克蘭北部的村莊，由基辅州维什霍罗德区的克拉斯亞蒂奇市鎮負責管轄。該村始建於1838年，面積9平方公里，海拔高度128米，2001年人口522，人口密度每平方公里58人。